# Васа Мијић
Василије „Васа” Мијић (11. април 1973) је бивши српски одбојкаш.

## Каријера
Са одбојкашком репрезентацијом Југославије је освојио златну медаљу на Олимпијским играма 2000. у Сиднеју. Освојио је са репрезентацијом још златну медаљу на Европском првенству 2001. Висок је 1,86 m, и играо је на позицији либера. На Европском првенству 2001. проглашен је за најбољег либера.
Био је члан Војводине, а са успехом је играо у Русији, Француској и Грчкој.